# Peigne en corne

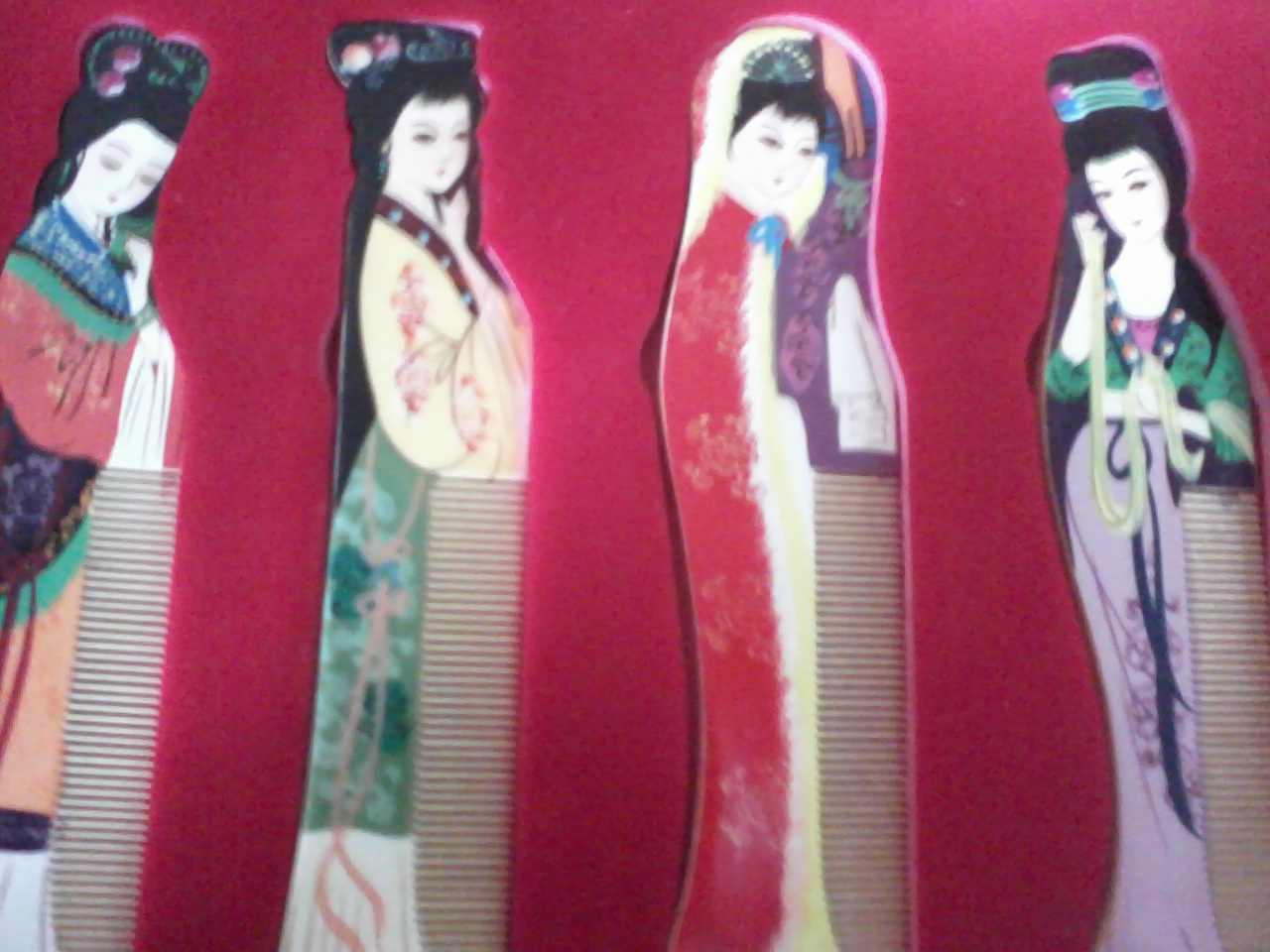
Peignes de Changzhou, peignes en cornes de Chine.

Un peigne en corne est un peigne fabriqué dans de la corne d'ovin ou de bovin. Avec le bois, la corne constitue l'un des premiers matériaux avec lequel les peignes ont été fabriqués, avant l'avènement des matières plastiques. Plusieurs territoires dans le monde font valoir une production significative de peignes en corne.

## Industrie française du peigne en corne
La confection des peignes de toilette en corne naturelle dans le pays d'Olmes, situé dans l'est du département de l'Ariège et dans l'ouest de celui de l'Aude, est une pratique reconnue par le ministère de la Culture et inscrit à l'inventaire du patrimoine culturel immatériel en France en 2019. 
Dans les Pyrénées, les peignes sont à l'origine fabriqués en bois. Le travail de la corne y est introduit au XVIIIe siècle par des réfugiés protestants qui l'ont appris en Suisse[réf. nécessaire]. La production de peignes en corne supplante celle de peignes en bois durant le second Empire[réf. nécessaire]. Il est même nécessaire d'importer la matière première d'Argentine ou d'Australie, la production locale étant insuffisante. Dans le pays d'Olmes, en Ariège, et principalement dans la haute vallée de l'Hers (Bélesta, L'Aiguillon, Lesparrou, La Bastide-sur-l'Hers), cette industrie est intimement liée à celle du jais. La production de peignes en corne atteint son apogée à la fin des années 1920, avec trente millions de peignes et 1 500 ouvriers. Après la Seconde Guerre mondiale, la production ariégeoise de peignes en corne est fortement concurrencée par celle d'autres lieux (notamment Oyonnax dans l'Ain), qui utilisent des matières plastiques. En 1950, le pays d'Olmes fabrique encore 80 % des peignes en corne français,. En 2021, il n'existe plus qu'une entreprise qui produise encore des peignes en corne en Ariège. Les étapes de fabrication ont peu évolué depuis l'origine.